# Lika
Lika (pronunciat [lǐːka]) és una regió geogràfica al centre de Croàcia, més o menys delimitada per la muntanya Velebit pel sud-oest i la muntanya Plješevica pel nord-est; a l'extrem nord-oest està delimitada per la vall Ogulin-Plaški, i en el sud-est pel pas Malovan. Actualment la major part del territori de Lika forma part del comtat de Lika-Senj. Les ciutats de Josipdol, Plaški i Saborsko formen part del comtat de Karlovac, i Gračac és part del comtat de Zadar. La seva extensió és d'uns 5.000 km², i està habitada per unes 50.000 persones.
Al seu territori es troben els llacs de Plitvice, Patrimoni de la Humanitat de la Unesco, la reserva natural més important de Croàcia.

## Geografia

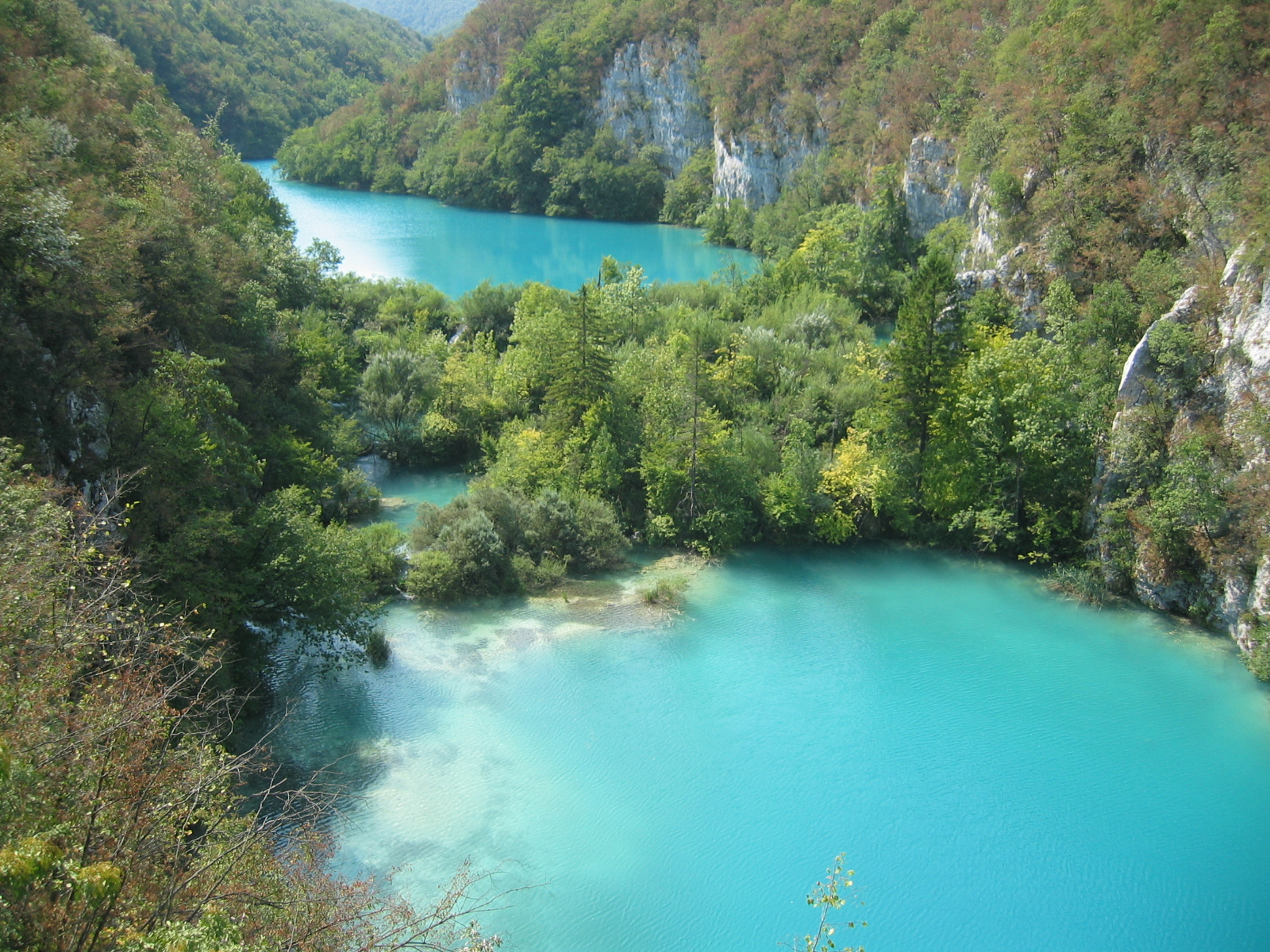
Vista de dos llacs al parc nacional de Plitvice.

Lika i Gorski Kotar formen l'anomenada Croàcia Muntanyenca, la zona amb majors elevacions del país. Gorski Kotar, al nord, és més accidentada, mentre que Lika està formada per alts altiplans càrstics que culminen a la muntanya Dinara, a la frontera amb Bòsnia i Hercegovina. Forma part de l'anomenat Karst dinàric.
L'àrea és una combinació de boscos, pujols i prades on els hiverns són llargs i els estius curts. A la zona s'alternen llacs, salts i deus d'espectacular bellesa. El Parc Nacional dels Llacs de Plitvice té una superfície d'unes 30 000 has, 22 000 d'elles cobertes de boscos. La zona visitable es troba al centre del parc, i consisteix en 8 km² de vall poblada de boscos, on la hidrografia ha conformat un paisatge format per 16 llacs de diferent altitud comunicats per 92 cataractes i cascades. La vegetació es compon en un 90% de fajos.

## Economia
Lika és tradicionalment una zona rural, amb un important predomini econòmic de l'activitat agrícola (patates) i ramadera. La indústria és mínima i es basa principalment en el processament de la fusta. Els recursos turístics tenen cada vegada més importància en l'economia de la zona. A això contribueix la presència de dos parcs nacionals: el de Llacs de Plitvice i el de Sjeverni Velebit, així com la proximitat de les turístiques àrees costaneres de Dalmàcia i unes bones connexions de transport.

## Cultura
Lika té una important cultura autòctona. En la majoria de la regió es parlen els dialectes kaikavià i estocau, variacions del croat; i entorn de la ciutat de Brinje és emprat el Txakavià.
Els típics barrets de Lika són usats pels homes locals i els agricultors de manera informal a la llar, i també formalment en noces i celebracions.

## Personalitats
Personatges cèlebres originaris de la regió de Lika:
- Ante Starčević
- Luka Modrić
- Mile Budak
- Marko Orešković
- Juri Francetić
- Ferdinand Kovačević
- Jovanka Broz
- Rade Šerbedžija
- Franjo Šimić
- Slavko Štimac
- Nikola Tesla
- Nikica Valentić